# J. V. Lindsley Auto Chassis Company
J. V. Lindsley Auto Chassis Company war ein US-amerikanischer Hersteller von Automobilen.

## Unternehmensgeschichte
J. Victor Lindsley stammte aus Dowagiac in Michigan. 1908 entwickelte er in Chicago einen Highwheeler, gründete die J. V. Lindsley & Company und scheiterte vor der Markteinführung.
Zurück in Dowagiac, gründete er die J. V. Lindsley Auto Chassis Company. Mit finanzieller Hilfe seines Vaters übernahm er die Dowagiac Automobile Company von Frank Lake und Doras Neff. Nun begann die Serienproduktion von Automobilen. Der Markenname lautete Lindsley. Nach Herstellerangaben benötigten zwei Mitarbeiter zwei Wochen pro Fahrzeug. Noch 1908 endete die Produktion. Insgesamt entstanden nur wenige Fahrzeuge.
Die Dowagiac Motor Car Company setzte die Produktion auf eigene Rechnung fort.

## Fahrzeuge
Im Angebot standen Highwheeler. Ein luftgekühlter Zweizylindermotor mit 10 PS Leistung trieb über ein Planetengetriebe und zwei Ketten die Hinterachse an. Die Reifen waren Vollgummireifen. Das Fahrgestell hatte 198 cm Radstand. Lenkrad und Lenkhebel standen zur Wahl.
Zunächst wurde nur das Fahrgestell für 250 US-Dollar angeboten. Die Käufer konnte seine eigene Karosserie montieren. Später waren komplette Fahrzeuge erhältlich. Sie hatten einen zweisitzigen Aufbau als Runabout und kosteten 475 Dollar.